# Comprimento de fora a fora

LOA (comprimento de fora a fora) e LWL (comprimento na linha de água)

O comprimento de fora a fora ou comprimento de roda a roda (LOA, Loa ou o/a) refere-se ao comprimento máximo de uma embarcação, entre as partes do casco mais salientes à proa e à popa, medido perpendicularmente à linha de água. 
O LOA é a medida mais commumente usada para indicar o comprimento máximo de um navio. É usado, por exemplo, para exprimir a dimensão de um navio e para calcular o custo de atracação numa marina (ex.: 2,50 euros por metro de LOA). Por isso, em sentido restrito, o termo "comprimento (L)" de um navio refere-se ao seu comprimento de fora a fora. Contudo, em sentido lato, o termo "comprimento" inclui também o comprimento total, o comprimento entre perpendiculares e o comprimento na linha de água.
Como foi atrás dito, o LOA é o comprimento do casco. Em navios à vela, não está nele incluído o gurupés ou outros elementos acrescentados ao casco, que se estendem para a sua vante ou para a sua ré. É assim que o termo LOA é usado em relação aos veleiros de competição e aos grandes veleiros. Contudo, ocasionalmente, a medida do gurupés pode ser incluída na do LOA. Outras expressões usadas para indicar o comprimento total de um navio à vela são "comprimento total, incluindo gurupés", "comprimento de atracação" e "LOA incluindo gurupés"